# Dorf (chaîne de télévision)
Pour les articles homonymes, voir Dorf.
Dorf est une chaîne de télévision associative locale à Linz, Autriche.

## Programme
Dorf est une chaîne de télévision généraliste qui diffuse 24 heures sur 24.

## Diffusion
Dorf est recevable par la DVB-T dans de vastes zones de l'État fédéré de Haute-Autriche depuis le 22 juin 2010. Dorf diffuse sur le canal 33 du réseau câblé numérique Liwest depuis août 2014.
Environ 120 000 foyers de Haute-Autriche peuvent recevoir Dorf TV.

## Studio
Le studio Schirmmacher se situe dans le Brückenkopfgebäude Ost sur la Hauptplatz.

## Partenariat
Dorf est membre du Verband Community Fernsehen Österreich qui regroupe deux autres chaînes associatives locales autrichiennes, FS1 à Salzbourg et Okto à Vienne.
Les actionnaires sont notamment les radios associatives Radio FRO, Freies Radio Freistadt, le festival de cinéma Crossing Europe, la Medien Kultur Haus Wels et la Kulturplattform OÖ.